# 川越市立高階小学校
川越市立高階小学校（かわごえしりつ たかしなしょうがっこう）は、埼玉県川越市砂新田にある公立小学校。

## 沿革
- 1923年3月26日 - 藤間小学校と統合して高階尋常高等小学校として開校
- 1941年4月1日 - 高階国民学校に改称
- 1947年4月1日 - 高階村立高階小学校に改称
- 1955年4月1日 - 川越市立高階小学校に改称
- 1967年9月17日 - 校旗制定
- 1969年4月1日 - 分校を設置
- 1970年12月1日 - 分校が川越市立高階南小学校として独立
- 1971年2月26日 - 校歌制定
- 1973年4月1日 - 川越市立高階北小学校を分離
- 1974年4月1日 - 川越市立高階西小学校を分離
- 1978年4月1日 - 川越市立寺尾小学校を分離[1]

## 教育目標
- なかよく
  - 思いやりのある子
  - 協力し合う子
  - 喜んで働く子
- かしこく
  - 学習の仕方が分かる子
  - 進んで学習する子
  - 教え合い学び合う子
- たくましく
  - 体の健康な子
  - 心の健康な子
  - 安全な行動のとれる子[2]

## 通学区域
- 扇河岸 - 一部
- 上新河岸 - 全域
- 下新河岸 - 一部
- 砂 - 一部
- 砂新田 - 一部
- 寺尾 - 一部
- 藤間 - 一部[3]